# Puente Colgante de Valladolid
El puente Colgante (o puente de Prado) es un puente sobre el río Pisuerga a 31,6 metros sobre el fondo del cauce en la ciudad de Valladolid, sobre la calle a la que da nombre y uniendo la avenida de Salamanca con el paseo de Zorrilla. Es un ejemplo de arquitectura del hierro. Es el segundo más antiguo de la Ciudad, tras el puente Mayor, que fue el único paso del río durante 800 años.
La estructura actual es un puente de tipo arco atirantado (bowstring) formado por dos grandes celosías metálicas que sujetan el tablero que se inauguró el 20 de abril de 1865; siendo el primer puente de su tipo construido en España.
Sobre su mismo emplazamiento se proyectó y se comenzó la construcción en 1852 de un auténtico puente colgante, cuya ejecución quedó paralizada en 1854 cuando solo se habían ejecutado los estribos. Es obvio que la segunda estructura heredó de la primera, además del emplazamiento y los estribos, engañosamente el nombre, que se mantiene hasta la actualidad.

## Historia
La historia de esta estructura comenzó en 1851 cuando, por iniciativa de José de Salamanca y Mayol, se publicó el manifiesto oficial de la necesidad de un puente nuevo en este emplazamiento. En origen no era un puente urbano, pues se emplazaba a más de 800 m de las puertas de la ciudad, sino una conexión que «enlazará ventajosamente las nuevas carreteras de Zamora y de Calatayud» (las actuales A-62 y N-122 respectivamente), por lo que su proyecto y ejecución estuvieron impulsadas por Fomento y por la reina Isabel II, que determinó que se hiciese mediante subvención del Estado, a pesar de que el Ayuntamiento de Valladolid había tomado el acuerdo de construirlo a sus expensas.

### El proyecto de puente colgante, de 1852
Comenzó a construirse en el emplazamiento un puente colgante, que dejó también su nombre a la estructura posterior, en octubre de 1852 a partir de un proyecto del ingeniero de caminos Andrés Mendizábal Urdangarín.

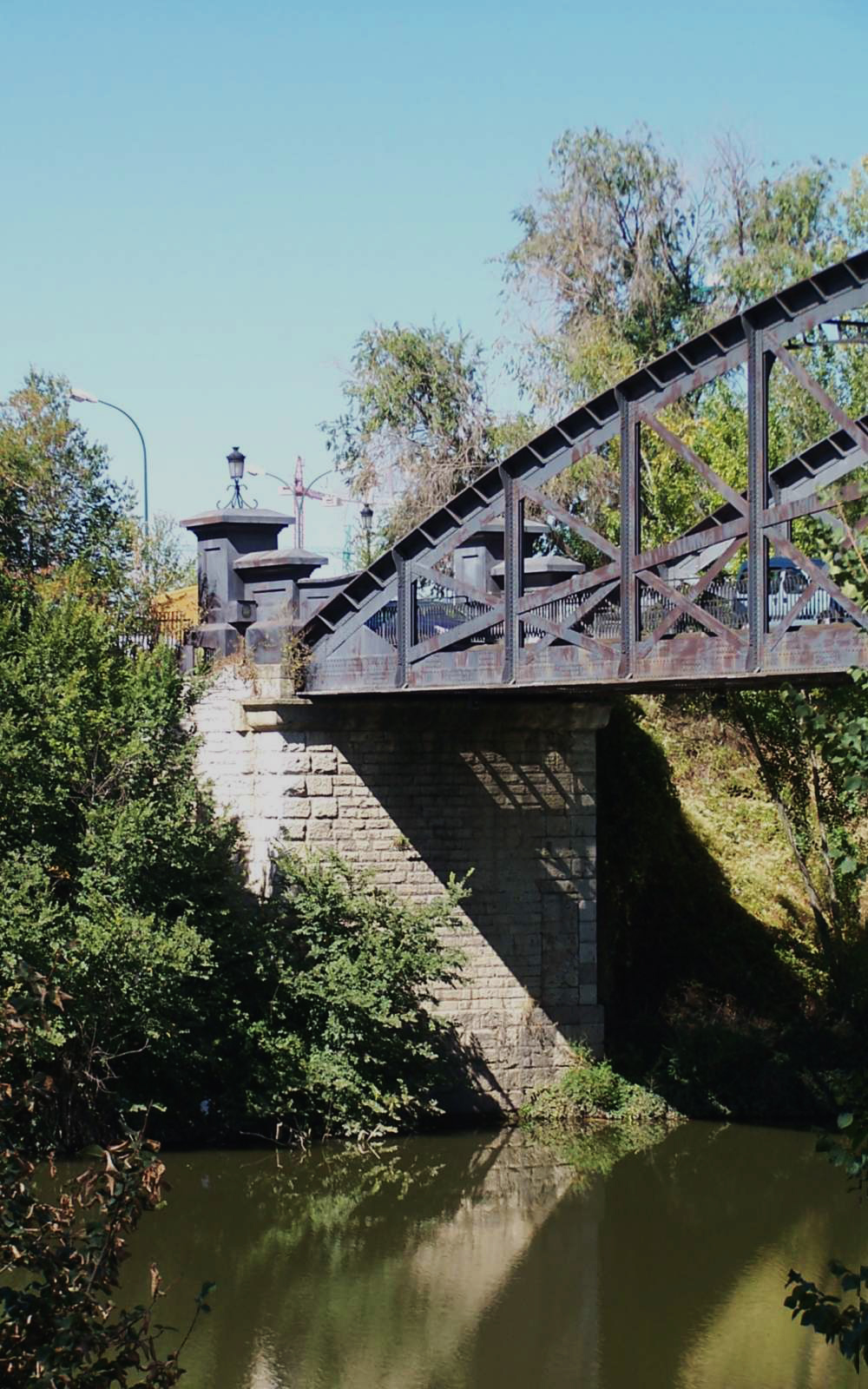
Detalle de uno de los estribos del Puente Colgante en Valladolid, construidos según este primer proyecto

Estaba proyectado con 68 m de luz, 6,70 m de anchura de tablero y 12 m de gálibo sobre el nivel de las aguas ordinarias del río. Su estructura debía sustentarse por un único cable de acero de 11 cm de diámetro, fabricado en el mismo emplazamiento en forma de anillo cerrado, dispuesto de tal forma que dos ramas del mismo atravesaban el río en catenaria, suspendidas desde cuatro postes metálicos huecos de 5,25 m de altura, 32 cm de diámetro y 190 cm² de sección, dos en cada margen, y de forma que entre ellos pasaba enterrado atravesando los macizos de anclaje, colocados a unos 25 m por detrás de cada pareja de postes, por una galería semicircular practicada en ellos.
Esta disposición tan particular, contraria al simple uso de dos cables independientes, tenía como intención simplificar la estructura y eliminar todo punto de unión en el cable, por ser éstos fuente de corrosión y problemas de mantenimiento. Además, se proyectó el galvanizado del cable, lo que era un proceso absolutamente pionero para la época.

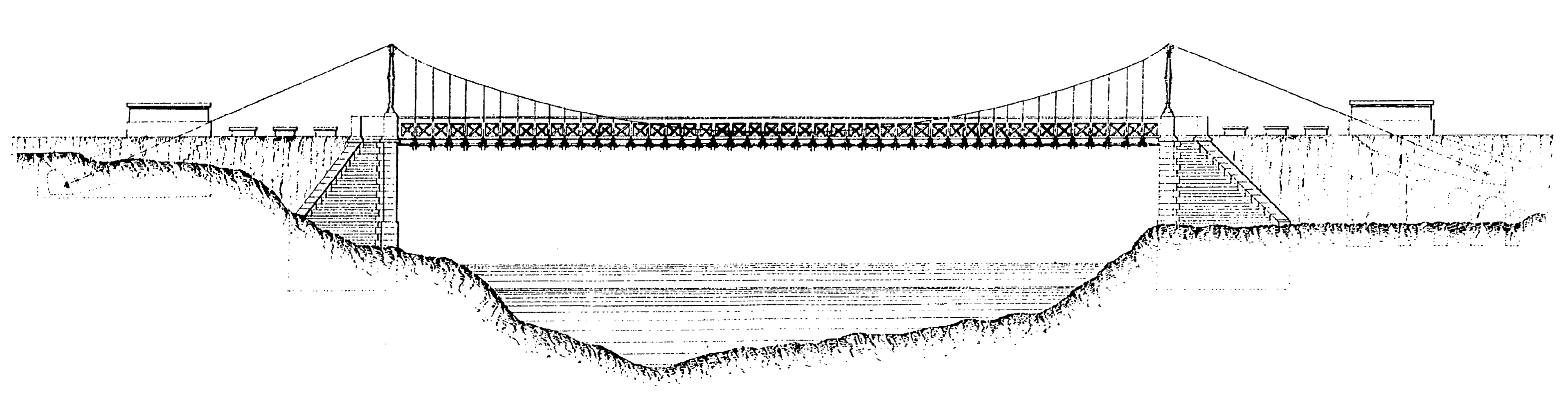
Alzado del proyecto de puente colgante de Mendizábal, publicado en la Revista de Obras Públicas en mayo de 1853

La flecha proyectada para las catenarias era de un onceavo de la luz, alta para lo usual, y la del tablero de solo 40 cm. Las péndolas se proyectaron con barras de acero en vez de con cables, y el tablero y las barandillas con sólidos entramados de madera, todo ello con la intención declarada de vencer una de las principales dificultades que afrontaba esta tipología estructural en la época de sus inicios: el exceso de flexibilidad y la falta de inercia que producían movimientos intolerables de la estructura, y frecuentemente la ruina del puente.
El ingeniero proyectista pensó también bastante en el mantenimiento de la estructura, para lo que la dotó de un andamio móvil para inspeccionar el lado inferior del tablero y de un pequeño aljibe para regar la madera y para prevenir incendios. El presupuesto de este proyecto de puente ascendió a la cantidad de 666.049 reales.
Sin embargo, en 1854, cuando solo se habían ejecutado los estribos, alcanzando éstos una altura de 19 m sobre el fondo del cauce, las obras se paralizaron. El Gobierno rescindió el contrato de obras aduciendo dificultades técnicas y económicas.

### La propuesta de puente «sistema Vergniais», de 1854

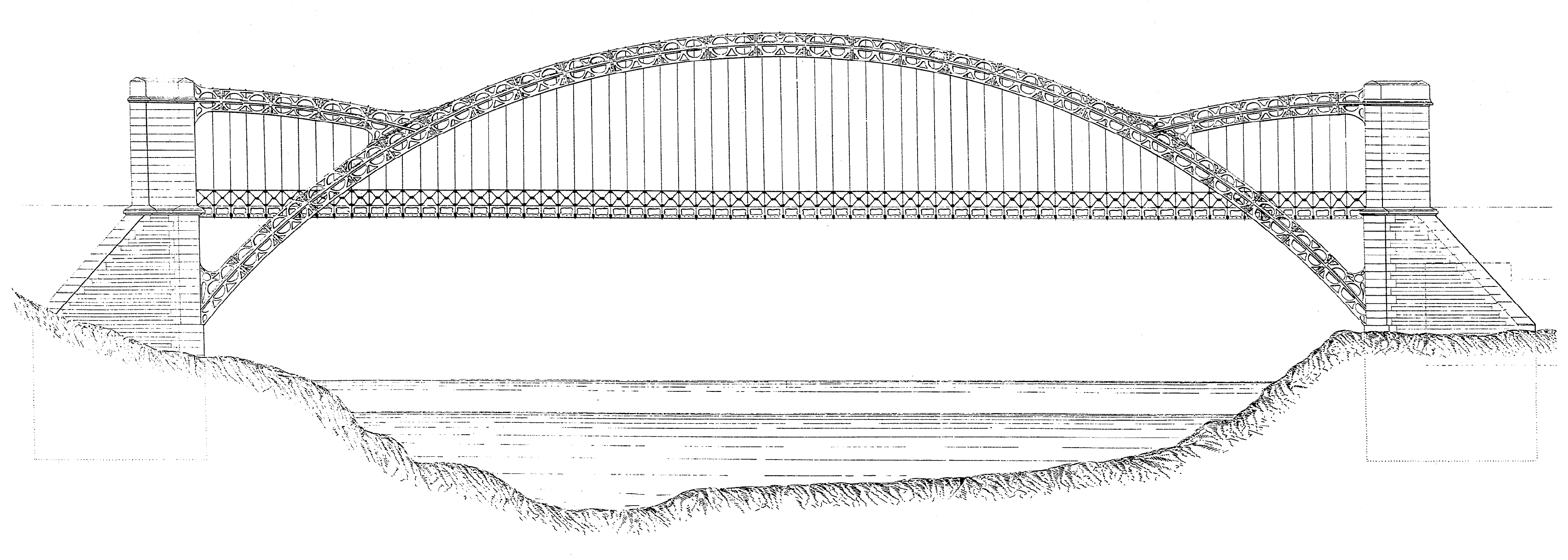
Alzado de la propuesta de puente «sistema Vergniais» de Mendizábal, publicados en la Revista de Obras Públicas en marzo de 1854

Tras paralizarse la construcción del puente colgante, el mismo Mendizábal presentó una nueva propuesta de puente mediante «sistema Vergniais», en el que los tableros se cuelgan atirantándolos de arcos portantes. A pesar de defender, como no podría haber hecho de otra manera, las virtudes de este sistema constructivo nuevo, Mendizábal continuó ponderando las virtudes de los puentes colgados; justificando que los incidentes y problemas que habían originado en esa época no eran fruto de defectos del sistema, si no del abuso de economía mal entendida, llevando más allá del límite prudente las posibilidades técnicas de un sistema seguro y bien conocido; y lamentando amargamente los prejuicios que llevaron a descartar su proyecto previo con sus obras ya empezadas:

Pero ¿á qué esforzarnos más? demasiado saben las personas entendidas que el sistema de puentes colgados es un buen sistema, y puede satisfacer con todas las condiciones y garantías del mejor, las mayores exigencias del tránsito. Si sobre ello pudiera abrigarse alguna duda, ahí está el pais que marcha á la cabeza de los adelantos, construyendo puentes colgados de estraordinaria magnitud para caminos de hierro.
— Andrés Mendizábal, 1854

El puente proyectado habría consistido en un gran arco escarzano a cada lado del puente, de dovelas de hierro fundido, con una cuerda de 68 m, una flecha de 17 y 42,50 m de radio; contrarrestado en los riñones por dos arcos botareles de su mismo radio, apoyados sobre pilastras levantadas sobre los estribos ya ejecutados. Los dos arcos estarían arriostrados entre sí mediante otros arcos transversales. Las péndolas para soportar el tablero arriostrado inferiormente, de hierro forjado, se dispondrían cada metro.

### El puentebowstring, de 1865

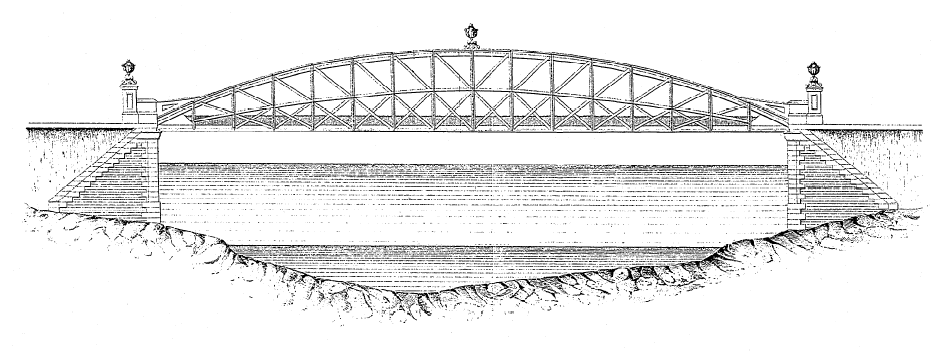
Alzado del puente finalmente construido, publicado en la Revista de Obras Públicas en junio de 1866

Desechados los proyectos anteriores, el expediente pasó a la «Comisión de Estudio de los Puentes de Hierro» que en aquel momento estaba compuesta por los ingenieros de caminos Lucio del Valle, Víctor Martí y Ángel Mayo. Tras estudiar también una alternativa mediante viga celosía metálica de cordones paralelos, la Comisión adoptó como solución definitiva el sistema bowstring (arco atirantado), tipología en la que los esfuerzos horizontales generados por el arco son absorbidos por el tablero horizontal, en vez de ser transmitidos a los estribos. Fundamentaron esa decisión, entre otras, en razones estéticas, pues «se trata de una obra que, si no llega á ser excepcional, es sin embargo muy notable é importante por su magnitud y demás circunstancias...; y su aspecto es más bello y de carácter más monumental y más apropiado para una capital tan importante como la de Valladolid».
El puente que finalmente se construyó y persiste en la actualidad fue proyectado por el propio Lucio del Valle en 1864; siendo el primer puente de tipo bowstring construido en España, y un puente notable como ejemplo temprano de las posibilidades y el manejo del hierro como nuevo material en la construcción, ya que en su temprana fecha este uso no era común.

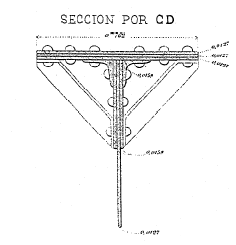
Detalle constructivo, del mismo origen

Se trata de una estructura de hierro forjado roblonado en caliente, a excepción de los pedestales de entrada que son de hierro fundido. Consta de dos grandes cerchas de celosía metálica con forma de segmento circular, forma que responde al momento flector que debe soportar la estructura, el mayor en el centro y en los extremos casi nulo. El cordón superior (curvo) y el inferior (recto) constan de ala y alma «en T», y ambos se unen sobre los estribos mediante planchas de palastro roblonadas. El alzado de cada cercha incluye un cordón curvo intermedio y se completa con una triangulación de las almas de gran pureza geométrica. Sobre el cordón inferior de esas vigas se apoyan una serie de viguetas transversales, colocadas de metro en metro, que sostienen el tablero; y sobre el cordón superior un ligero arriostramiento transversal. El piso original era de madera y las barandillas de fundición. La estructura tiene una longitud total de 75,00 m, y su único vano salva una luz de 67,70 m, con un ancho de tablero de 7,00 m.
Fue fabricado en 1864 en los talleres de John Henderson Porter en Birmingham (Gran Bretaña), trasladado y montado en su emplazamiento bajo la supervisión de los ingenieros españoles Carlos Campuzano y Antonio Borregón. Para el montaje fue necesaria la construcción de un puente provisional de madera de cuatro vanos, apoyado en los estribos y en otros tres apoyos intermedios. El ajuste y roblonado del puente comenzó por el lado de la margen derecha (Huerta del Rey), y se llevó a cabo en siete meses.

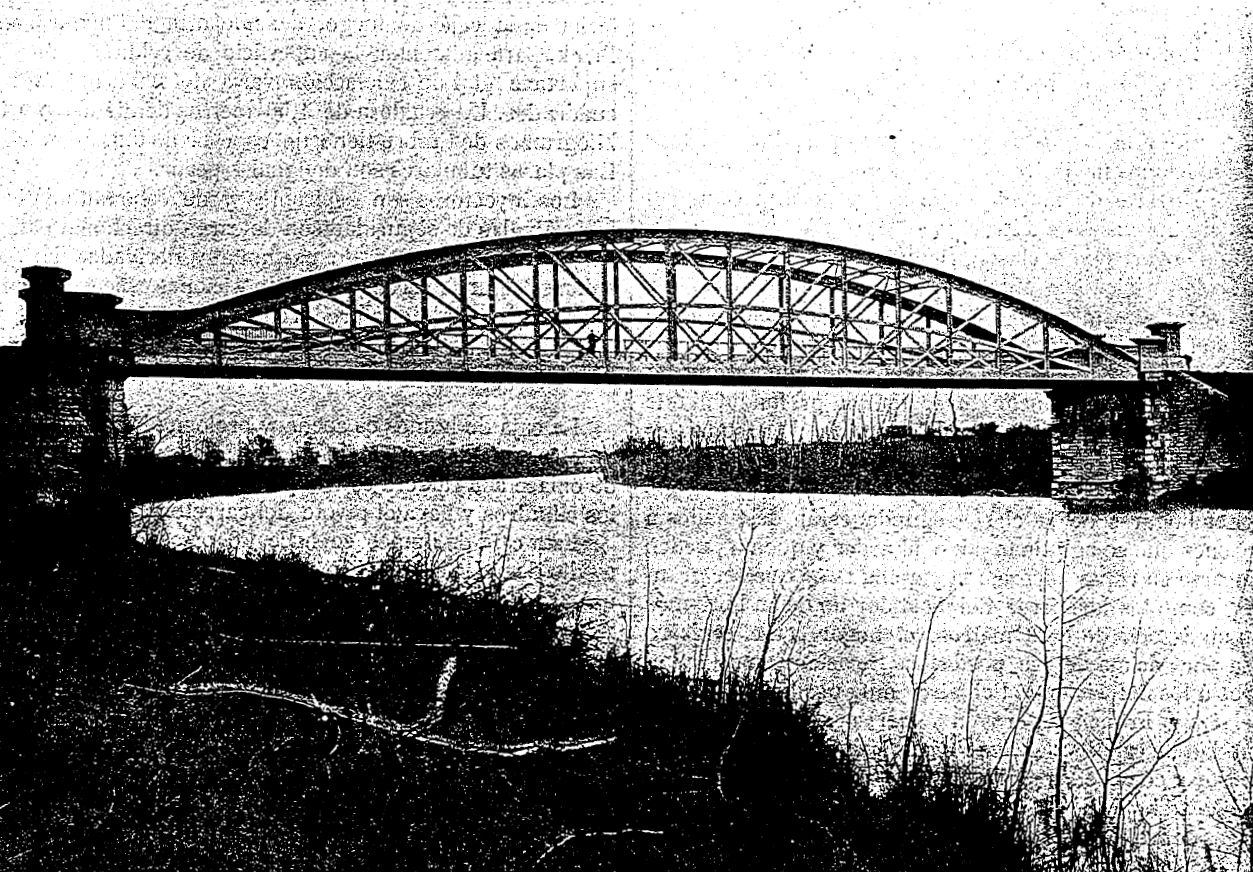
Fotografía del puente de Prado publicada en la Revista de Obras Públicas en 1897

La prueba de carga de la estructura se efectuó el 11 de mayo de 1865, cargando uniformemente los 67,70 m de luz y los 6,20 m de ancho entre barandillas con 400 Kp/m², un total de 171,12 Tm, y resultó un éxito. El puente fue inaugurado oficialmente el 19 de abril de ese año.

### Obras de conservación y modificaciones posteriores

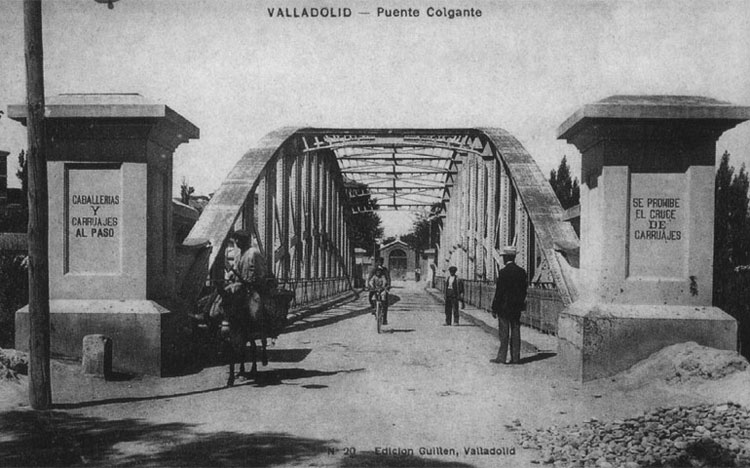
Acceso al puente desde la margen izquierda del río Pisuerga en los años 1920 o 1930

Aunque sus partes fundamentales, estribos y arcos, se encuentran en su estado original, pronto debieron comenzar las obras de conservación y adaptación de esta estructura, en particular de su tablero. Ya en 1869, apenas cinco años después de su inauguración, fue necesario realizar una obras de reparación del piso. Los trabajos se adjudicaron a D. Anastasio Piernavieja con un coste de 890 escudos. En 1889 se llevó a cabo un refuerzo de las vigas que soportan el tablero, y en 1916 se reformó la calzada, obras con las que el ligero piso de madera original fue sustituido por un firme convencional. 
En 1995 la Junta de Castilla y León abordó una restauración completa de la estructura, con sustitución del piso del tablero con un trámex metálico para recuperar su ligereza original y tratamiento anticorrosión de la totalidad de las partes metálicas y el 24 de enero de 1996 se abrió de nuevo al tráfico tras nueve meses de obras.La última intervención sobre este puente se produjo en 2009, cuando el Ayuntamiento de Valladolid utilizó fondos procedentes del Plan E para repintarlo en color negro, ya que su color anterior era un marrón muy oscuro. En 2024 fue declarado bien de interés cultural, con la categoría de monumento.

## Galería

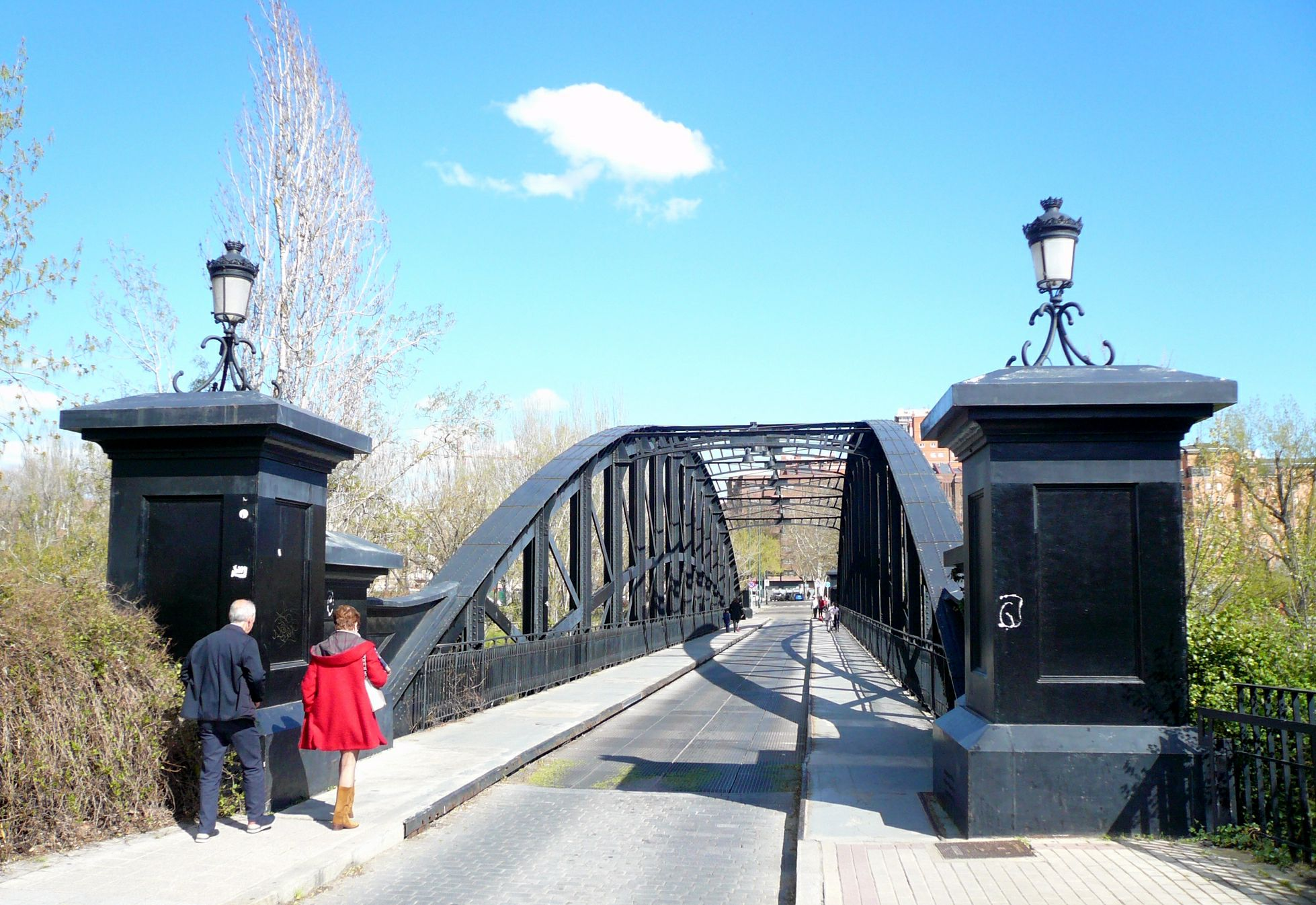
Vista frontal del puente, año 2023.
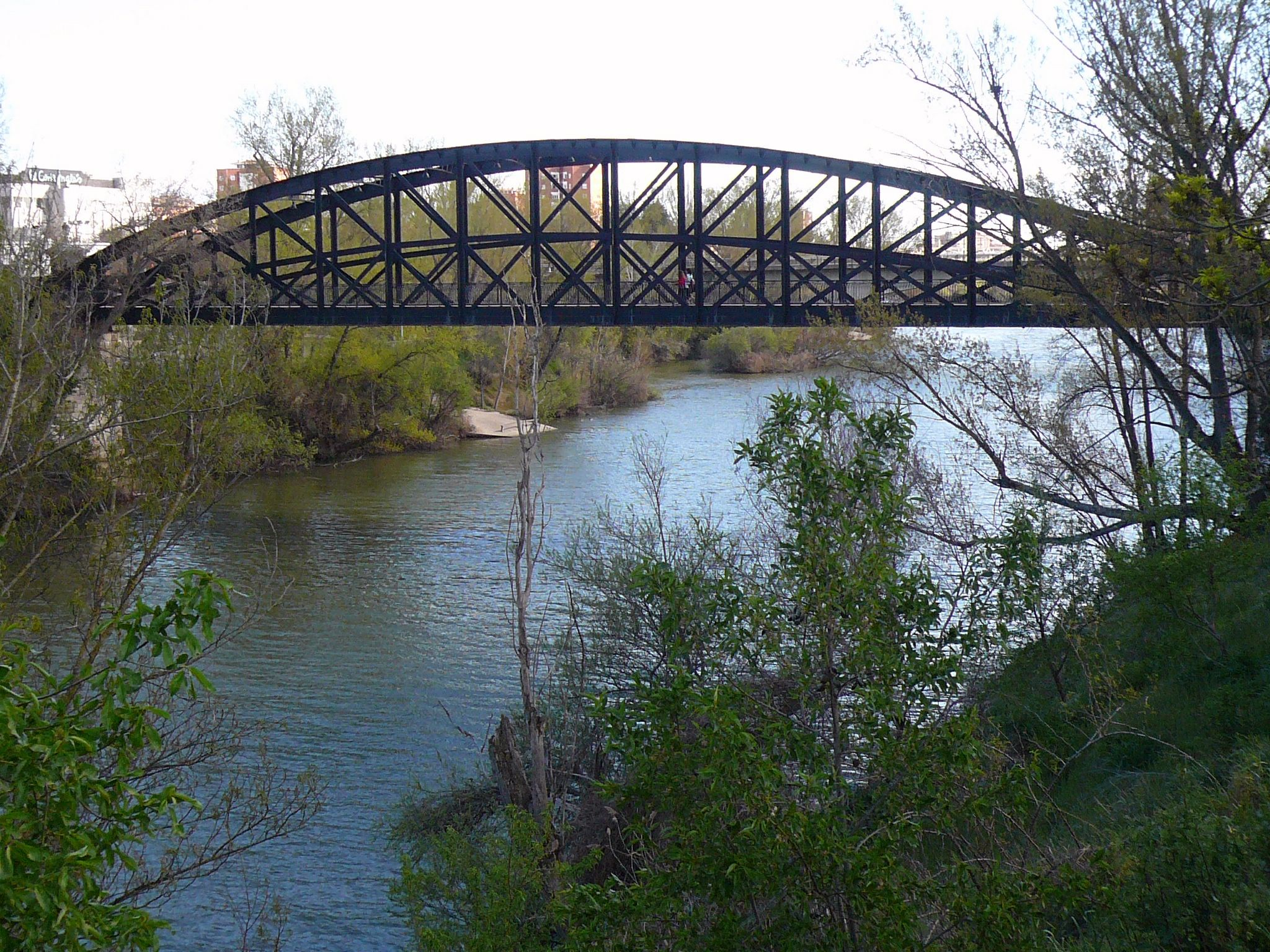
Vista de perfil del puente, año 2023.
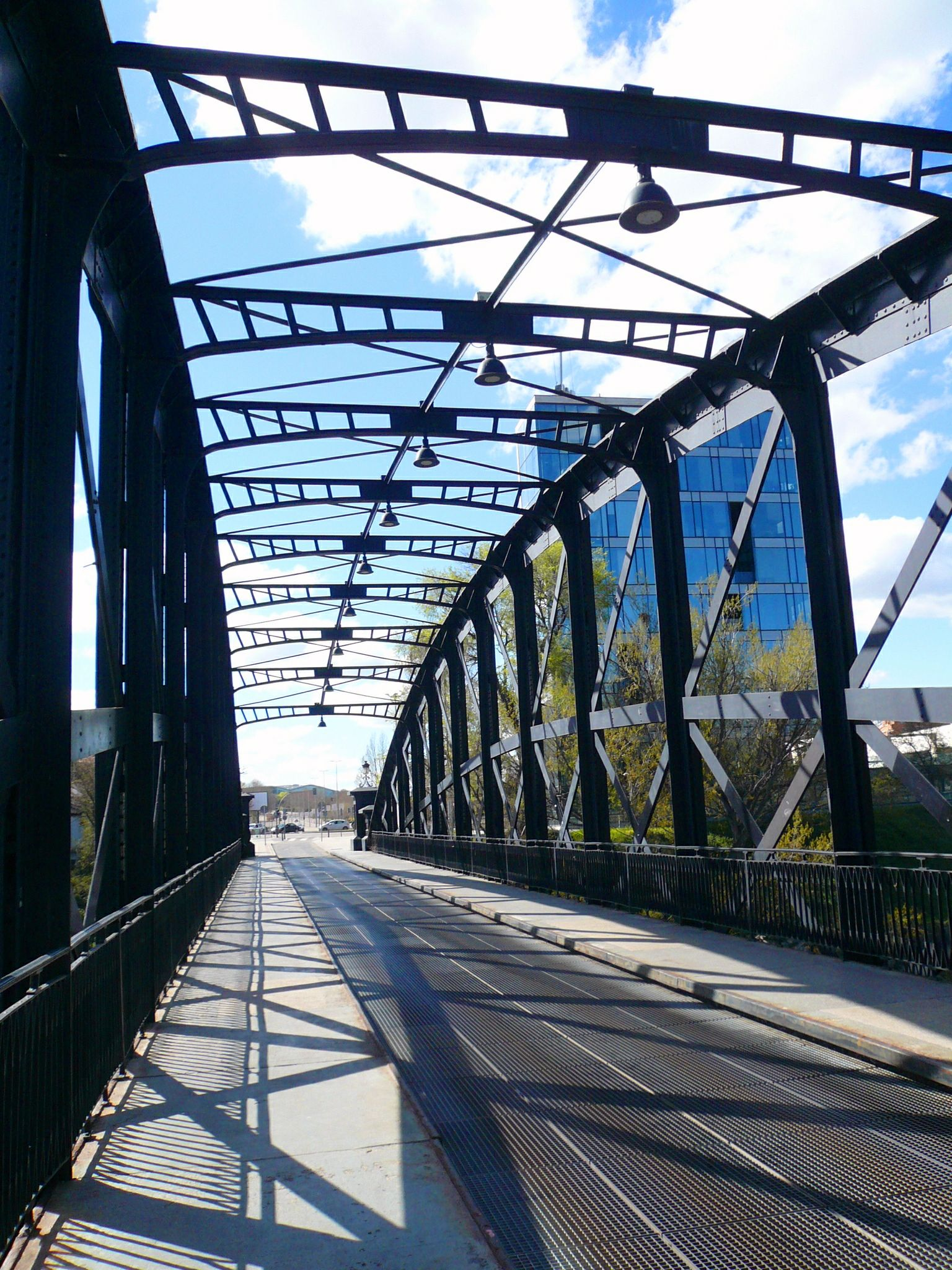
Vista en el interior del puente, año 2023.